# La Garganta
La Garganta (antiguamente La Garganta de Bejar) es un municipio español, en la provincia de Cáceres, comunidad autónoma de Extremadura. 
Tiene un área de 24,08 km² con una población de 412 habitantes y una densidad de 17,11 hab/km². Se encuentra a 1124 m s. n. m. de altitud.

## Símbolos
El escudo de La Garganta se define así:

Escudo partido. Primero, de plata, una banda de sable, y puesta en orla, brochante sobre el todo, una cadena de oro de ocho eslabones. Segundo, de plata, una cruz paté de gules. Cortado de oro, un toro pasante de sable. Al timbre corona real cerrada.

## Geografía física
El término municipal de La Garganta limita con:
- Puerto de Béjar al norte;
- Candelario al este;
- Hervás al sur;
- Baños de Montemayor al oeste.

## Historia
Existe otra población (La Redondilla), abandonada, a poca distancia. Se especula que dicha población se trasladó a terrenos de menor altitud y más fértiles cuando desaparece el peligro musulmán. Según una leyenda, dos pastores de La Garganta hallan una imagen de la Virgen y reciben el encargo de construir un templo: es la Virgen del Castañar, patrona de Béjar. La Garganta perteneció a la Comunidad de Villa y Tierra de Béjar, y por esto antiguamente la localidad se llamaba Garganta de Béjar. Se incorporó a Extremadura en la última división provincial.
Consúltese el libro Calle Venero: naturaleza, historia y sociedad en La Garganta (Cáceres)

## Demografía
La Garganta cuenta con una población de 353 habitantes (INE 2024).
| Gráfica de evolución demográfica de La Garganta entre 1842 y 2021                                                                                              |
| |
| Población de derecho según los censos de población del INE Población de hecho según los censos de población del INEEn este censo se denominaba Garganta: 1842. |

## Educación
En 2001, La Garganta era el cuarto municipio de más de 100 habitantes de la provincia de Cáceres con un menor porcentaje de población sin estudios. En total, solamente el 6,4% de la población del municipio mayor de 10 años carecía de cualquier tipo de formación educativa. Este porcentaje era notoriamente inferior al 23,9% de la media regional y al 15,3% de la media estatal.

## Patrimonio

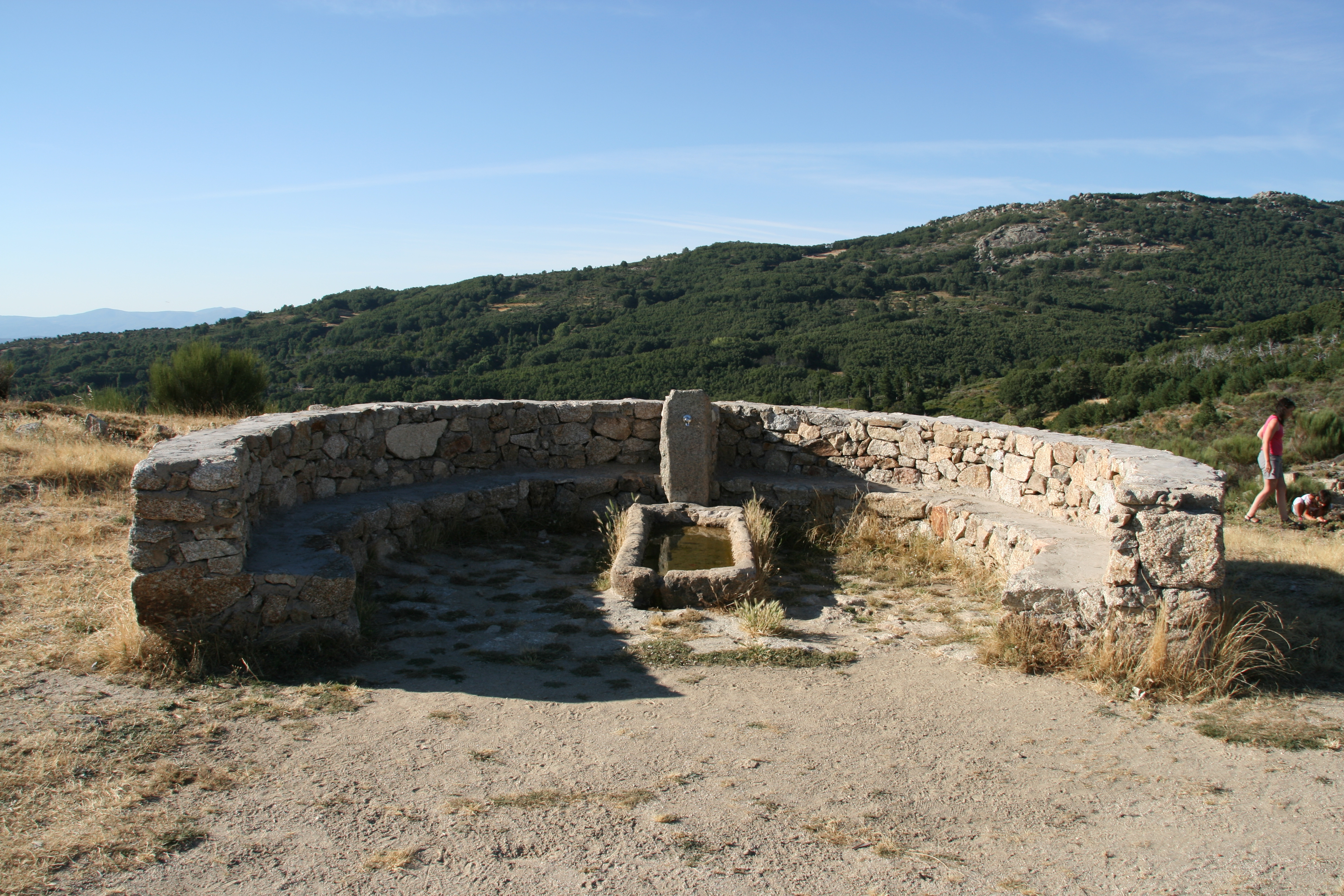
Corral de los Lobos

- Iglesia parroquial bajo la advocación de Nuestra Señora de la Asunción (siglo XV), en el arciprestazgo de Hervás perteneciente a la diócesis de Plasencia.[7]
- Torre del reloj.
- Algún resto de arquitectura popular.
- Pozo de la Nieve.
- Todo el entorno natural de la zona.
- Antiguo poblamiento de la Redondilla.
- Corral de los Lobos
- Centro de interpretación del Lobo.

## Cultura

### Festividades
En el municipio se celebran las siguientes fiestas locales:
- Virgen del Castañar. Fiestas patronales: comienzan el 7 de septiembre.
- San Antón: 17 de enero
- San Gregorio: 9 de mayo, se traslada al fin de semana.
- Carnavales
- Romería de los paporros a El Castañar (Béjar) el lunes de Pentecostés.[9]

### Deporte
Cuenta con un equipo de trail running y mountain bike llamado La Garganta Paporros BTT cuyo más laureado corredor hasta la fecha ha sido Felipe Neila Guijo, que cuenta con cuatro victorias y un bronce en la categoría de veteranos B en los distintos campeonatos de España que organiza la FEDME (oro en el campeonato de España de trail en 2019 en el trail RAE en Otañes, oro en ultrail en 2019 en el desafío Somiedo y bronce en 2021 en el trail de la Tenerife Blue Trail y oros en kilómetro vertical en 2019 y en 2020 en el Kilómetro vertical de Sierra Nevada y de Sierra Mágina respectivamente).
Cuenta con una carrera por montaña celebrada cada verano desde el año 2014 (a excepción del año 2020), que se encuentra enmarcada en el circuito de carreras por montaña de la Federación Extremeña de Montaña y Escalada (FEXME)

### Tradiciones
Muy rica en tradiciones.
- San Antón se celebra el 17 de enero, en honor a San Antonio Abad, patrón de los animales. Los pajaritos son un grupo de hombres que, en las fiestas de San Antonio, recogen alimentos en las casas del pueblo para el día de la fiesta. Hay designados tres mayordomos; y cada uno de ellos debe invitar a los pajaritos a una comida.
- La  Pascua es fiesta que se celebra el Domingo de Resurrección. Los paporros, así conocidos los oriundos de La Garganta, salen en grupos familiares y de amigos a hacer una comida campestre en las cercanías del pueblo en la que no falta el hornazo y el cabrito.
- Por San Gregorio (sábado siguiente al 9 de mayo) se celebra la Romería al Castañar del Lobo (paraje a dos kilómetros del pueblo con ermita dedicada al santo): tras la misa en la iglesia, se lleva al santo en procesión hasta la ermita, donde el sacerdote bendice los campos y los asistentes comparten merienda campestre, música y baile con gaita y tamboril.
- La Romería por excelencia es la que cada Lunes de Pentecostés realizan los paporros desde La Garganta hasta el santuario de la Virgen del Castañar de Béjar. Muchos a pie y bastantes a caballo recorren los once kilómetros de camino. Los alcaldes de Béjar y la Garganta intercambian sus bastones de mando y, por un día, cada uno es gobernador del municipio del otro. Tras la misa en el santuario, comida campestre y fiesta con gaita y tamboril.
- Las Fiestas de septiembre son las principales, pues sirven de reencuentro de vecinos y familiares, especialmente quienes regresan al pueblo por el verano. Cada mañana hay pasacalles con música festiva de charanga para despertar al pueblo; por la tarde, las capeas en la plaza son uno de los momentos más esperados, con suelta de vaquillas al estilo tradicional; y  para     cerrar el día, verbenas nocturnas.

Todas las fiestas de La Garganta suenan al son de la gaita y el tamboril, pues el pueblo cuenta con un excelente tamborilero. La Garganta es, además, uno de los poquísimos pueblos extremeños que cuenta con un Cancionero propio.

### Gastronomía
Productos del cerdo, queso, castañas.
Como plato típico gastronómico cabe destacar las patatas revolconas, llamadas popularmente "patatas arrevueltas", hechas con patatas cocidas, torreznos, cebolla, pimentón y sal. Cabrito. Y de postre leche frita.

## Personajes
Valentín Vidal Hernández, conocido como “Tío Remundaina” o “Tío Vidal”, fue uno de los tamborileros más renombrados de la Alta Extremadura. Nacido en La Garganta a finales del siglo XIX, destacó por su dominio de la flauta y el tamboril, que resonaban en ferias y festejos regionales, formando parte del Grupo de Coros y Danzas de Cáceres, con proyecciones internacionales en varias giras por Europa y América, siempre en su papel de representante del folclore extremeño. Su figura está celebrada en La Garganta: en 2012 se bautizó con su nombre la Plaza Mayor del municipio como homenaje a su legado. Sánchez Ferlosio escribió en Alfanhuí, una hermosísima evocación del Tamborilero de La Garganta.